# Club Deportivo Profesional Oriental
El Club Deportivo Profesional Oriental es un equipo de fútbol ecuatoriano, cuya sede está en la ciudad de Shushufindi. Fue fundado el 10 de abril de 2019. Actualmente juega en la Segunda Categoría de Ecuador.

## Historia
El club fue fundado el 10 de abril de 2019, con el deseo de formar talentos del cantón Shushufindi, y ser el primer equipo profesional de la ciudad.

## Uniforme
- Uniforme titular: Camiseta blanca con verde, pantalón blancio, medias verdes.
- Uniforme alternativo: Camiseta negra con verde, pantalón negro, medias negras.

El uniforme titular del Club Deportivo Profesional Oriental está inspirado en los colores de la bandera de la bandera de Shushufindi.

### Auspiciantes
- Actualizado al 2022.

La camiseta actual lleva la marca Elohim.

## Datos del club
- Temporadas en Segunda Categoría: 4 (2019, 2021-Presente).